# Mięsień qr
Mięsień qr – mięsień wchodzący w skład genitaliów samców błonkówek.
Mięśnie qr to para mięśni odpowiedzialnych za ruch wolselli: jeden prawej, a drugi lewej. Swój początek biorą na "apodemach nasadowo-wolsellarnych" (ang. basivolsellar apodeme), a wsuwają się w "apodemę kuspalną" (ang. cuspal apodeme).
Obecność tych mięśni stwierdzono u Prionopelta nr. modesta, Dolichoderus bispinosus, Eciton lucanoides, Labidus coecus, Labidus praedator, Neivamyrmex longiscapus, Nomamyrmex eisenbeckii, Gnamptogenys mordax, Camponotus sansabeanus, Camponotus atriceps, Formica obscuripes, Prenolepis imparis, Aphaenogaster nr. rudis, Atta cephalotes, Crematogaster nigropilosa, Messor andrei, Myrmica kotokui, Pheidole californica, Hypoponera opacior, Leptogenys donisthorpei, Odontomachus chelifer, Platythyrea prizo i  Dolichovespula adulterina, a jego brak u Leptanilloides sp. i Sceliphron caementarum.